# Artem Simonyan
Artem Simonyan (tiếng Armenia: Արտեմ Սիմոնյան, sinh 20 tháng 2 năm 1995) là một cầu thủ bóng đá Armenia thi đấu ở vị trí tiền vệ cánh cho đội bóng Giải bóng đá ngoại hạng Armenia FC Alashkert.